# 美國的奴隸繁殖
美國的奴隸繁殖，是指美國蓄奴州奴隸主有系統地強迫奴隸繁殖以增加利潤的做法。它包括男奴與婦女或女孩之間的強迫性關係，強迫女奴懷孕，以及偏袒可以生育相對較多孩子的婦女或年輕女孩。目標是在不產生購買成本的情況下增加奴隸數量，並填補因廢除大西洋奴隸貿易而造成的人力短缺。 

## 歷史背景
Please see the English version of his page to get more information.

## 大西洋奴隸貿易結束
最終廢除大西洋奴隸貿易的法律是英國廢奴主義基督教團體努力的結果，他們通過廢除奴隸貿易委員會的努力導致英國議會於通過了1807年奴隸貿易法。這導致美國廢除死刑的呼聲增加，得到了來自北方和南方的美國國會議員以及傑佛遜總統的支援。
同時從進口奴隸非洲正在受到限制或被淘汰，美國正在南方腹地和西部迅速擴大棉花、甘蔗和大米的生產。軋棉機的發明使短絨棉的種植有利可圖，短絨棉的生產範圍比其他類型更廣泛;這導致了棉花在整個南方腹地的經濟優勢。奴隸被奴隸主和商人視為商品，並被視為生產利潤豐厚的經濟作物的關鍵勞動力，
奴隸被管理為動產資產，類似於農場動物。奴隸主通過了規範奴隸制和奴隸貿易的法律，旨在保護他們的金融投資。被奴役的工人沒有比牛或馬更多的權利，或者正如美國最高法院在斯科特诉桑福德案中的著名規定的那樣，“他們沒有白人必須尊重的權利”。在大型種植園中，被奴役的家庭被分開從事不同類型的勞動。男子往往被分配到野外。根據監工的判斷，被分配到他們最適合他們身體的任務。

## 為應對奴隸進口的結束而育種
1808年後禁止向美國進口奴隸，限制了美國的奴隸供應。當時軋棉機的發明使短絨棉高地的種植得以擴大，導致在南方腹地，特別是阿拉巴馬州和密西西比州的大片地區清理棉花種植土地。該地區對工作力的需求急劇增加，導致內部奴隸市場的擴大。與此同時，上南方地區由於轉向混合作物農業而擁有過多的奴隸，這種農業的勞動強度低於煙草。為了增加奴隸的供應，奴隸主將奴隸婦女的生育能力視為其生產力的一部分，並間歇性地強迫婦女生大量孩子。在此期間，「繁殖者」、「繁殖奴隸」、「生育婦女」、「繁殖期」和「年齡太大而無法繁殖」等術語變得熟悉。
奴隸主經常繁殖他們的奴隸以生產更多的工人。這種養殖場的功能是生產盡可能多的奴隸，供整個南方銷售和分配，以滿足其需求。兩個最大的養殖場位於弗吉尼亞州里士滿和馬里蘭州東海岸。
上南方各州的種植園主開始向南方腹地出售奴隸，通常是通過富蘭克林和阿姆菲爾德等奴隸販子。肯塔基州的路易斯維爾位於俄亥俄河上，是一個主要的奴隸市場，也是將奴隸運往密西西比河下游南部的港口。新奧爾良擁有全國最大的奴隸市場，到1840年成為美國第四大城市，也是最富有的城市，主要是因為其奴隸貿易和相關業務。

## 奴隸的紀錄
在戰前的歲月裡，許多逃跑的奴隸在名為奴隸敘事的書中寫下了他們的經歷。許多人回憶說，至少有一部分的奴隸主會不斷干涉奴隸（通常是婦女）的性生活。奴隸的敘述還證明，女奴們經常遭受強姦、包辦婚姻、強迫交配、接受奴隸主或他們的家屬和賓客及監管人員的侵犯和其他各種形式的虐待。
奴隸的系統繁殖經常對被迫交配的奴隸頭上戴著頭套或袋子，以防止他們知道他們與誰發生性關係。可能是他們認識的人，也許是侄女、阿姨、姐妹或他們自己的母親。飼養員只想要一個可以出售的孩子。這種令人不安的做法自然打破了奴隸家庭的心理，因為這種強迫玷污了他們與家庭的界限。
這做法在南北戰爭後正式結束。